# Giuseppe Ballo

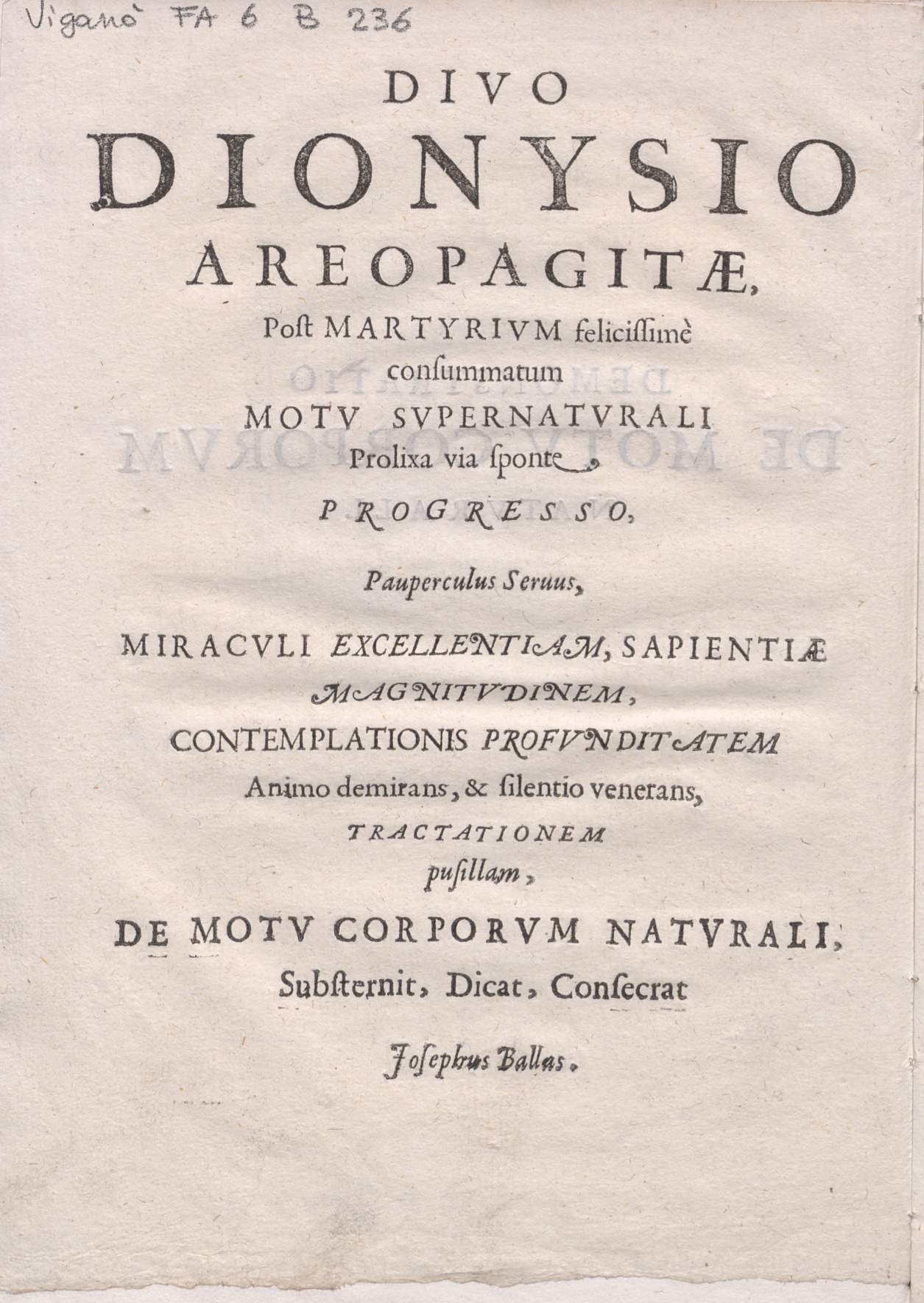
De motu corporum naturali, 1635

Giuseppe Ballo, citato anche come Giuseppe Balli e conosciuto dai contemporanei sotto lo pseudonimo di “Phoebus allisus” (Palermo, 29 luglio 1567 – Padova, 2 novembre 1640), è stato un teologo e letterato italiano, studioso anche di fisica e astronomia.

## Biografia
Nacque a Palermo il 29 luglio 1567 da Graziano, barone di Collalvi, e da Alfonsina Alliata dei principi di Villafranca. 
Prese i voti in Palermo, quindi si dedicò agli studi di teologia, prendendone il titolo di dottore in Spagna; al contempo, si dedicò pure agli studi scientifici. Rientrato in Italia, venne nominato da Filippo IV, canonico della Chiesa di S. Nicola in Bari, poi cappellano regio. Qui trascorse la maggior parte della sua vita, dedicandosi agli studi teologici, letterari e scientifici. Nel 1635 si recò a Padova, ospite dei Gesuiti, per la stampa di alcuni suoi scritti, in primis l'opera teologica De foecunditate Dei circa productiones ad extra (in due libri: De intellectu divino e De emergentia realitatum), redatta sulla base anche delle conoscenze scientifiche dell'epoca. Qui, ebbe modo di stringere pure amicizia con molti letterati del tempo.
In attesa della pubblicazione di queste opere, a Padova Ballo scrisse, in risposta ad alcune critiche già emerse ancor prima dell'uscita dalla stampa, un'appendice al De foecunditate Dei dal titolo Demonstratio de motu corporum naturalium, in cui, fra l'altro, nell'argomentare sul moto dei gravi, enunciava per la prima volta, in forma moderna e generale, la legge d'inerzia (o principio d'inerzia) in un contesto più scientifico che filosofico e come principio autonomo, rispetto alla formulazione data da Galileo che interpretava tale legge più come un caso particolare di quella che poi (dopo Newton) sarà la seconda legge della dinamica, che come principio in sé autonomo. 
Stampata l'opera De foecunditate Dei (1635), Ballo rientrò a Bari (o a Palermo, secondo altri biografi), ma fu nuovamente a Padova nel 1640, stavolta ospite dei padri teatini presso il convento annesso alla chiesa di San Gaetano, per stampare la sua seconda opera, la Resolutio de modo evidenter possibili transubstantiationis Panis, et Vini in Sacrosanctum Domini Iesu Corpus, et Sanguinem, provvisoria nelle intenzioni dell'autore, grazie a cui entrò nell'ancora acceso dibattito teologico sulle numerose e intricate vexatae quaestiones che ruotavano attorno al sacramento dell'Eucaristia. In quest'opera, Ballo espose le sue tesi e argomentazioni sulla natura delle specie eucaristiche – ancora dibattuta fra dottrine consustanziali e dottrine transustanziali, nonostante le imposizioni del Concilio di Trento – e sul miracolo eucaristico, frutto di trent'anni di studi, riflessioni e meditazioni, sostenendo tra l'altro la necessità di dar conto in merito anche alle scienze naturali e la logica, in particolare la fisica e la matematica (soprattutto in riferimento al pensiero galileiano, ma anche alle idee di Bernardino Telesio).
Le polemiche sollevate da questa seconda opera (e, anche stavolta, sorte ancor prima che uscisse dalle stampe), indussero Ballo a scrivere subito, in replica, due opere, la Responsio ab obiectiones, qua Doctor Ioseph Ballus Suum, de Sacrosancta Eucharistia, Aenigma Dissolutum adstruit del 1640 (anch'essa in una versione preliminare e provvisoria, nelle intenzioni dell'autore), e le Assertiones apologeticae cum suis dilucidationibus, pro Scholasticorum reverentia exaratae del 1641, quest'ultima uscita postuma. Pochi furono i teologi che difesero le tesi di Ballo rispetto a chi – come padre Gerolamo La Chiana – le tacciava di eresia sacramentale, fra cui il canonico palermitano Giovan Battista Chiavetta, che pubblicò, a tal riguardo, alcuni scritti nel 1643 i quali però vennero messi all'Indice dall'Inquisizione nel 1655.
Fra le sue opere letterarie, infine, si ricordano il poema De casu lignei Pontis Panormi, il Carmina e Anagrammata, entrambi scritti in latino ma non pubblicati, nonché le Rime, anch'esse rimaste inedite ed abbozzate in lingua volgare. Nel periodo trascorso a Padova, dove frequentò anche l'ambiente letterario, conobbe monsignor Giacomo Filippo Tomasini e divenne noto, come poeta e letterato, sotto lo pseudonimo di "Phoebus allisus".

## Opere
- (LA) De motu corporum naturali, Padova, Paolo Frambotto, 1635.